# Droga krajowa nr 219 (Kostaryka)
Droga krajowa nr 219 (hiszp. Ruta Nacional Secundaria 219/Ruta 219) – jedna z dróg krajowych w Kostaryce. Znajduje się ona w prowincji Cartago.

## Opis
Jest to główny dojazd do Parku Narodowego Volcán Irazú. Z trasy 219 można wjechać na drogę 417, która stanowi główny dojazd do Parku Narodowego Wulkanu Turrialba.
W prowincji Cartago droga krajowa nr 218 przebiega przez kanton Cartago (przez dystrykty Carmen, San Nicolás), przez kanton Alvarado (przez dystrykt Pacayas) oraz przez kanton Oreamuno (przez dystrykty San Rafael, Cot, Potrero Cerrado i Santa Rosa).